# Ton Koot

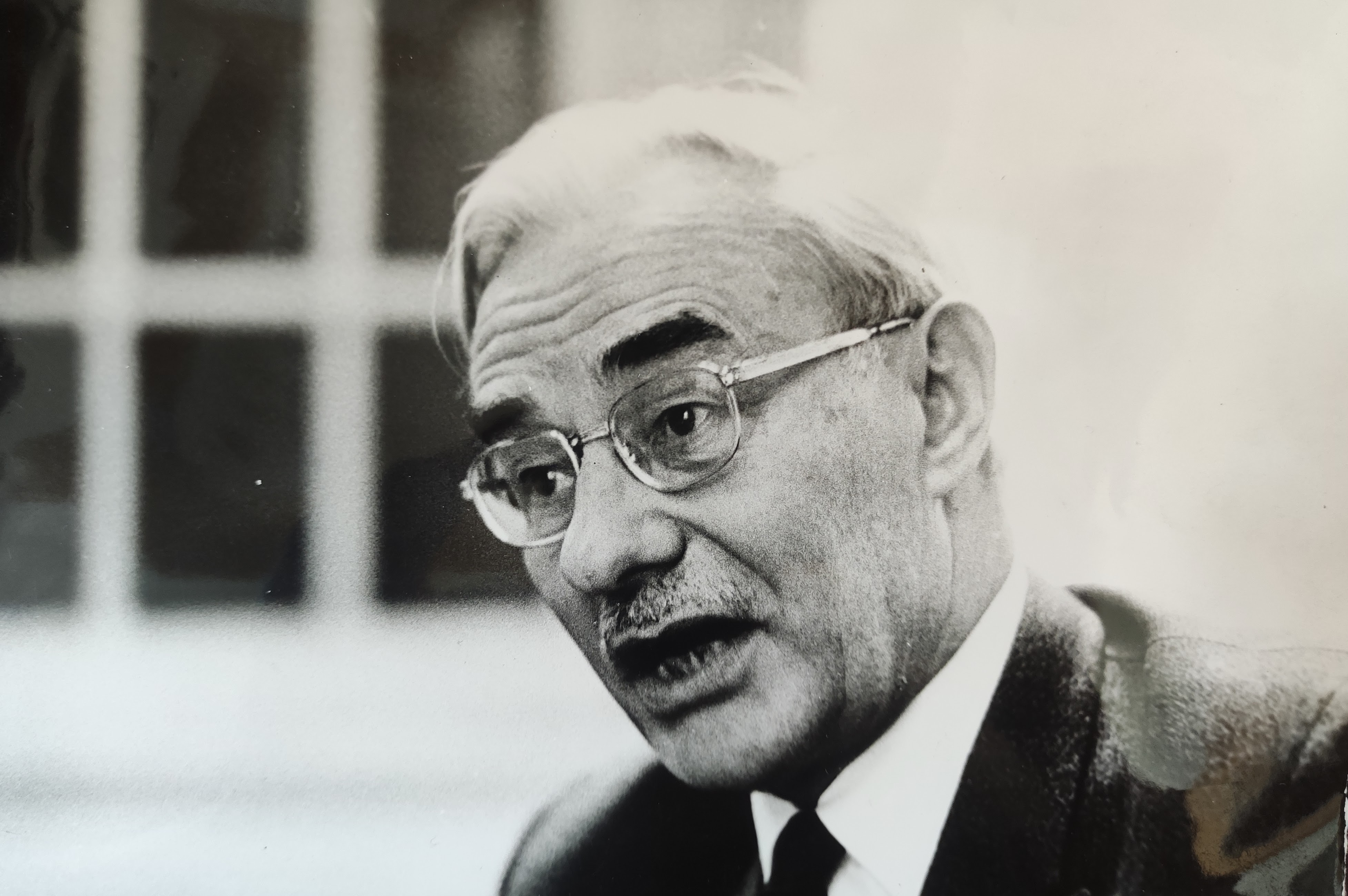
Ton Koot, secretaris van de Bond Heemschut. Circa 1970.

Ton Koot (Amsterdam, 1 maart 1907 – Amsterdam, 12 februari 1986) was algemeen secretaris van het Rijksmuseum Amsterdam, vicepresident van de Amsterdamse Vereniging voor Vreemdelingenverkeer en auteur. De Ton Kootpenning is naar hem vernoemd. Sinds 1972 wordt deze penning toegekend door de erfgoedvereniging Bond Heemschut aan een persoon die zich verdienstelijk heeft gemaakt voor het behoud van erfgoed en toewijding bij het behoud van monumenten.

## Biografie
Koot heeft zich lang beziggehouden met de jeugdorganisatie scouting. Van jongs af aan was hij al een enthousiast scout. In 1920 wordt hij lid van de Amsterdamse groep 4 om daar op zijn 19e vaandrig (leider scouts jongens) te worden, daarna hopman (groepsleider). Hij richt in 1929 het voortrekkersblad "De Huifkar" op. In het Nationaal Kamp van 1932 is hij verantwoordelijk voor pers en propaganda. Tijdens de wereldjamboree van 1937 in Vogelenzang is hij de hoofdredacteur van de kampkrant Jamboree-Post en schrijft hij na de jamboree het Jamboree-logboek. In 1938 stopt hij met zijn actieve scoutingloopbaan.
Ton Koot werd oorspronkelijk opgeleid tot onderwijzer. Na enige tijd in het onderwijs komt Koot te werken in de journalistiek. Hij is een hartstochtelijk schrijver van boeken over de geschiedenis en de bezienswaardigheden van Amsterdam en Nederland. In oorlogstijd is hij belast met de inspectie van het kunstbezit van de gemeente Amsterdam en wordt conservator van het Amsterdams Historisch Museum. In die tijd publiceert hij ook het illegale krantje "Vrije Jacht". Hij schrijft erin onder de schuilnaam "Den Weiman". Het verschijnt onregelmatig tussen 1941 en 1945. Vanaf augustus 1945 tot 1970 is hij algemeen secretaris van het Rijksmuseum, vicevoorzitter van de Amsterdamse Vereniging voor Vreemdelingenverkeer en vanaf 1948 slotvoogd van het Muiderslot. Hij hospiteert in Engeland, Frankrijk en Scandinavië en maakt op uitnodiging van de Rockefeller Foundation een reis door de Verenigde Staten ter bestudering van de musea.

## Publicaties (selectie)
Hij schreef een reeks publicaties. Tot 1940 schreef Koot over scouting en camping, later over geschiedenis en bezienswaardigheden in Amsterdam.

### Nederlands
- Volg het spoor : Een boek voor en over Nederlandse voortrekkers, N.V. Wereldbibliotheek, Amsterdam 1935 (Met illustraties van Titus Leeser)
- Jamboree logboek 1937 : officieel gedenkboek, 1937
- En nu Amsterdam in! Zwerftochten in en rondom Amsterdam. 1941.
- Het Muiderslot, door Ton Koot, slotvoogd, Wereldbibliotheek, 1954.
- Dat was te Muden : Te Muden hadde de Grave staende een huys: Geschiedenis van het Muiderslot. Meijer Pers, Wormerveer, 1967.
- Amsterdam Übertragung aus dem Niederl. Knorr & Hirth, Munich & Hanover, 1968.
- Langs de Amsterdamse grachten. c. 1973.
- Amsterdam in Wintertooi. Baarn, Wereldvenster, 1975. ISBN 9029307447
- De glorie van Amsterdam. Elsevier, 1976. ISBN 9010013359

### Engels
- Rembrandt's Night Watch: Its history and adventures. J.M. Meulenhoff, Amsterdam; Cassell & Co., Londen; 1949
- Spell of the Netherlands. Boom-Ruygrok, Haarlem, 1952.
- Amsterdam as it is. Lankamp and Brinkman, 1955.

- Digitale Bibliotheek voor de Nederlandse Letteren: koot002
- Gemeinsame Normdatei: 1055153403
- International Standard Name Identifier: 0000 0000 8144 5423
- Library of Congress Control Number: n50042894
- Nationale Bibliotheek van Israël: 987007274710405171
- Nederlandse Thesaurus van Auteursnamen: 068118848
- Virtual International Authority File: 64558080
- WorldCat: E39PBJkXpQtJcDpJ9R8FTWKDbd